# U-Bahnhof Archäologie-Museum/Kreuzkirche
Der U-Bahnhof Archäologie-Museum/Kreuzkirche ist eine Tunnelstation in der kreisfreien Stadt Herne. Er ist Teil der Stadtbahn Bochum. Er ist nach dem LWL-Museum für Archäologie und der Kreuzkirche benannt.

## Lage und Aufbau
Der U-Bahnhof befindet sich im südlichen Bereich der Innenstadt unter dem Europaplatz und der Kreuzung Bahnhofstraße / Sodinger Straße / Bochumer Straße / Holsterhauser Straße. Neben dem LWL-Museum für Archäologie und der Kreuzkirche befinden sich in seiner Nähe ein Einkaufszentrum, das Stadtmarketing Herne, das Kulturzentrum Herne, das Amtsgericht und der Behrenspark.
Die benachbarten Stationen sind Herne Mitte etwa 700 m nördlich und Hölkeskampring etwa 700 m südlich.
Der U-Bahnhof besitzt einen Mittelbahnsteig zwischen zwei normalspurigen Gleisen.

## Linien
Der U-Bahnhof wird durch die Linie U 35 der Stadtbahn Bochum bedient.
| Linie | Verlauf / Anmerkungen | Takt (Mo–Fr) |
| ----- | --- | ------------ |
| U 35  | U Herne, Schloß Strünkede – U Herne Bf – U Herne Mitte – U Archäologie-Museum/Kreuzkirche – U Hölkeskampring – U Herne, Berninghausstraße – U Bochum, Rensingstraße – U Riemke Markt – U Zeche Constantin – U Feldsieper Straße – U Deutsches Bergbau-Museum – U Bochum Rathaus (Nord) – U Bochum Hbf – U Oskar-Hoffmann-Straße – U Waldring – Wasserstraße – Brenscheder Straße – Markstraße – Gesundheitscampus – Ruhr-Universität – Lennershof BO – Bochum Hustadt (TQ) Die Linie U 35 heißt auch „CampusLinie“ | 10 min       |

Neben der Linie U 35 bedienen viele Buslinien Hernes die Station an der Oberfläche, die Verbindungen in alle Stadtteile herstellen.
| Linie | Verlauf | Takt (Mo–Fr)                                                               | Betreiber |
| ----- | --- | -------------------------------------------------------------------------- | --------- |
| 303   | (Wanne-Eickel Hbf – Solbad – Bobenfeld – Holsterhausen Süd –) Regenkamp – Bochumer Str. – Hölkeskampring – Marienhospital – Düngelstr. – Archäologie-Museum/Kreuzkirche – Glockenstr. – Herne Bf (Wanne-Eickel-Regenkamp nur wochentags) | 30 min                                                                     | HCR       |
| 311   | Herne Zechenring – Horsthausen – Herne Bf – Herne Mitte – Archäologie-Museum/Kreuzkirche – Am Stadtgarten – Akademie Mont-Cenis – Börnig – (Schadenburgstr./Börnig Bf – Teutoburgia) / Realschule Sodingen – Holthausen – Castrop Münsterplatz                                                                                               | 30 min (Horsth.–Herne Bf) 10 min (Herne Bf–Holth.) 20 min (Holth.–Castrop) | HCR       |
| 323   | Bickern – Mondpalast – Wanne-Eickel Hbf – Crange – Baukau-Ost – Herne Bf – Herne Mitte – Archäologie-Museum/Kreuzkirche – Krankenhaus Wiescherstr. − Tierpark Gysenberg – Siedlung Constantin – Bochum-Hiltrop Kirche | 20 min                                                                     | HCR       |
| 324   | Castrop Münsterplatz – Holthausen Süd (Friedhof) – Sodingen Mitte – Akademie Mont-Cenis – Gysenbergpark/LAGO – Ostbachtal – Archäologie-Museum/Kreuzkirche – Herne Mitte – Herne Bf Fahrten ab Herne Mitte montags bis freitags als Linie 321 und samstags als Linie 351 in Richtung Herne Bf                                                | 30 min                                                                     | HCR       |
| 337   | Herne Bf – Herne Mitte – Archäologie-Museum/Kreuzkirche – Krankenhaus Wiescherstr. – Marienhospital – Hölkeskampring – Bochumer Str. – Südstr. – Feldkampstr. Fahrten ab Herne Mitte wochentags, sonntags als Linie 351 und samstags als Linie 321 in Richtung Herne Bf                                                                      | 60 min                                                                     | HCR       |
| 366   | Bochum-Langendreer Luchsweg – BO-Langendreer West – Werne – Ruhr-Park – Kirchharpen – Rosenberg – Hiltrop Kirche – Marienhospital Herne – Archäologie-Museum/Kreuzkirche – Herne Mitte – Herne Bf | 60 min                                                                     | Bogestra  |
| 367   | (Herne Bf →) Herne Mitte – Archäologie-Museum/Kreuzkirche – Marienhospital – Herne-Südpool – Bochum-Bergen – Hiltrop Fahrten ab Herne Mitte montags bis freitags als Linie 351 und samstags als Linie 321 in Richtung Herne Bf | 60 min                                                                     | HCR       |
| NE31  | NachtExpress: Herne Bf → Herne Mitte → Archäologie-Museum/Kreuzkirche → Sodingen → Akademie Mont-Cenis → Holthausen → Börnig → Horsthausen Süd → Herne Bf Fährt in den Nächten Freitag/Samstag, Samstag/Sonntag, vor Feiertagen und nach besonderer Ankündigung                                                                              | 60 min                                                                     | HCR       |
| NE32  | NachtExpress: Herne Bf → Horsthausen → Pantringshof → Schloß Strünkede → Herne Bf → Herne Mitte → Archäologie-Museum/Kreuzkirche → Tierpark Gysenberg → Siedlung Constantin → Herne-Süd → Flottmann-Hallen → Hölkeskampring → Herne Bf Fährt in den Nächten Freitag/Samstag, Samstag/Sonntag, vor Feiertagen und nach besonderer Ankündigung | 60 min                                                                     | HCR       |